# Fürstentum Perejaslawl

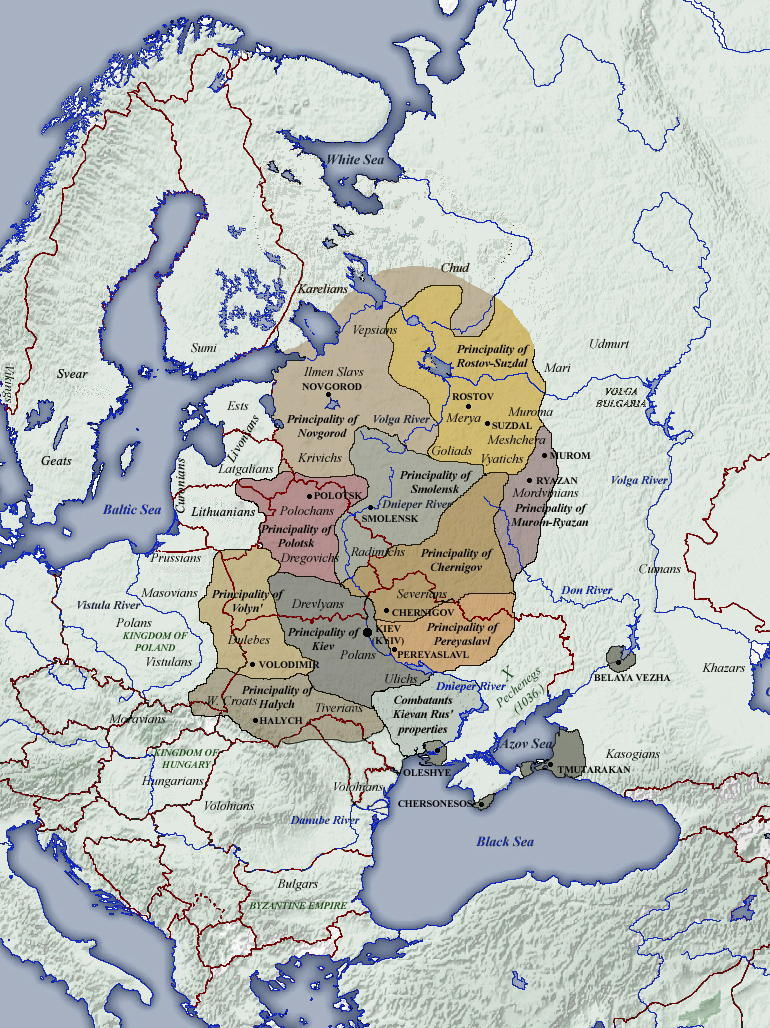
Teilfürstentümer der Kiewer Rus zwischen 1054 und 1132

Das Fürstentum Perejaslawl war ab dem 11. Jahrhundert ein Teilfürstentum der Kiewer Rus und bestand nach deren Desintegration noch einige Zeit als unabhängiges Fürstentum bis zu seiner Einverleibung durch das Großfürstentum Litauen. 

## Gebiet
Das Fürstentum lag südöstlich von Kiew auf der linken Dnepr-Seite an der Grenze zum sogenannten „Wilden Feld“. Sein Zentrum Perejaslawl (heute Perejaslaw) wurde unter dem Kiewer Fürst Wladimir zu einer Grenzfestung gegen die Raubüberfälle der Petschenegen ausgebaut. Im Norden grenzte das neue Teilfürstentum an das Fürstentum Tschernigow, im Westen an das Fürstentum Kiew. Seine Bevölkerung bildeten die ostslawischen Stämme Sewerjanen und Ulitschen.

## Geschichte

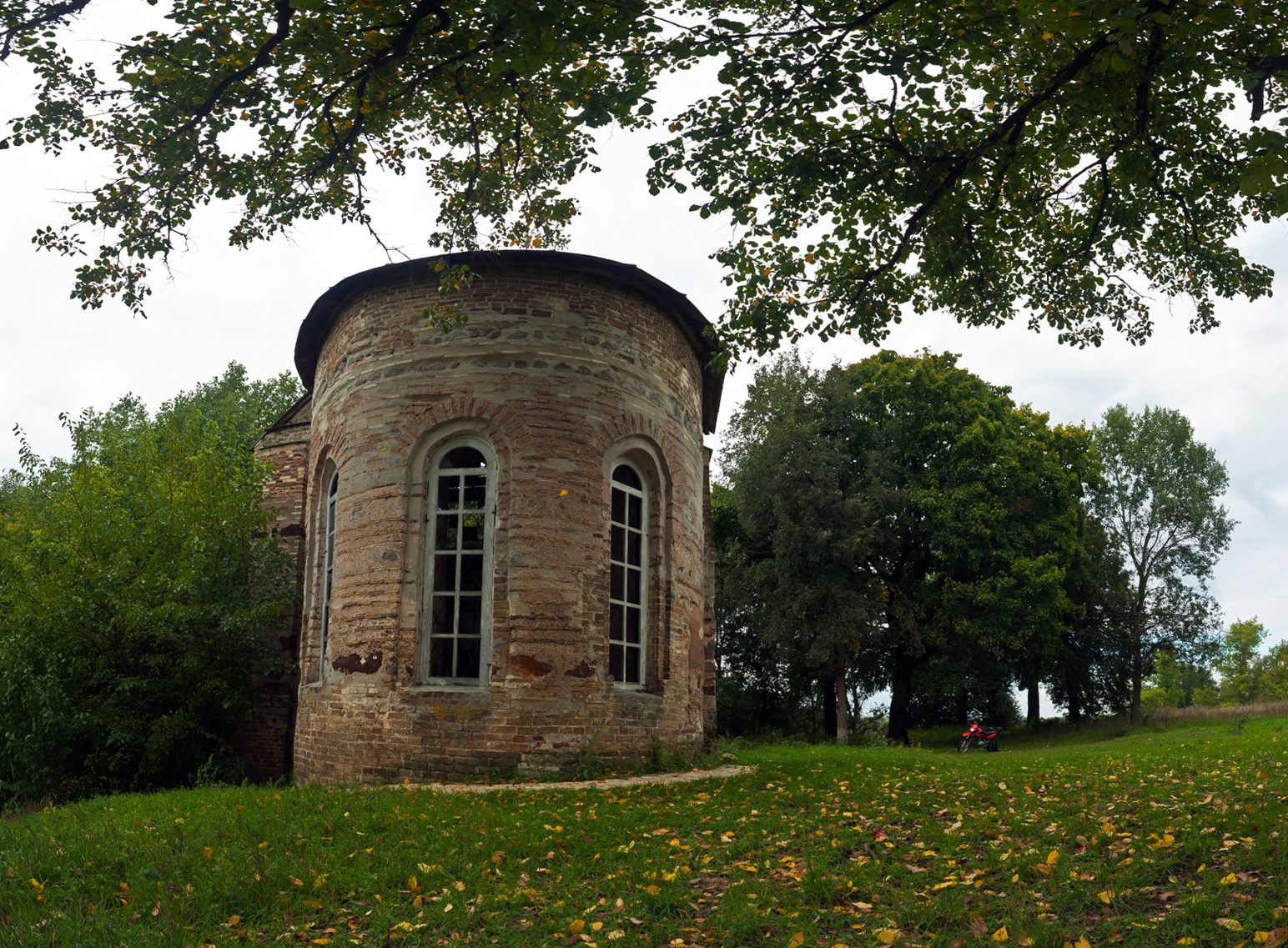
Erhaltenes Fragment einer Kirche in Ostjor (erbaut 1098)

1054 wurde das Fürstentum Perejaslawl nach dem Tod von Jaroslaw dem Weisen neu gebildet. Sein Fürst wurde dessen Sohn Wsewolod. In dieser Zeit entstand auch die Eparchie (Bistum) Perejaslawl.
Ab dem Ende des 11. Jahrhunderts war das Fürstentum wie auch das benachbarte Fürstentum Kiew unter der herrschenden Dynastie der Rurikiden stark umkämpft, was die Einfälle der Steppennomaden begünstigte. Bereits im 12. Jahrhundert setzte deshalb ein Migrationsprozess der Perejaslawler Bevölkerung nach Norden ein, in das ruhigere Gebiet zwischen der Oka und der Wolga, das zum Fürstentum Rostow-Susdal (später Wladimir-Susdal) gehörte. Dort erinnern zahlreiche Doppelungen der südrussischen Toponyme und Hydronyme, z. B. Pereslawl-Salesski oder der Fluss Trubesch, an die Herkunft der Siedler. 

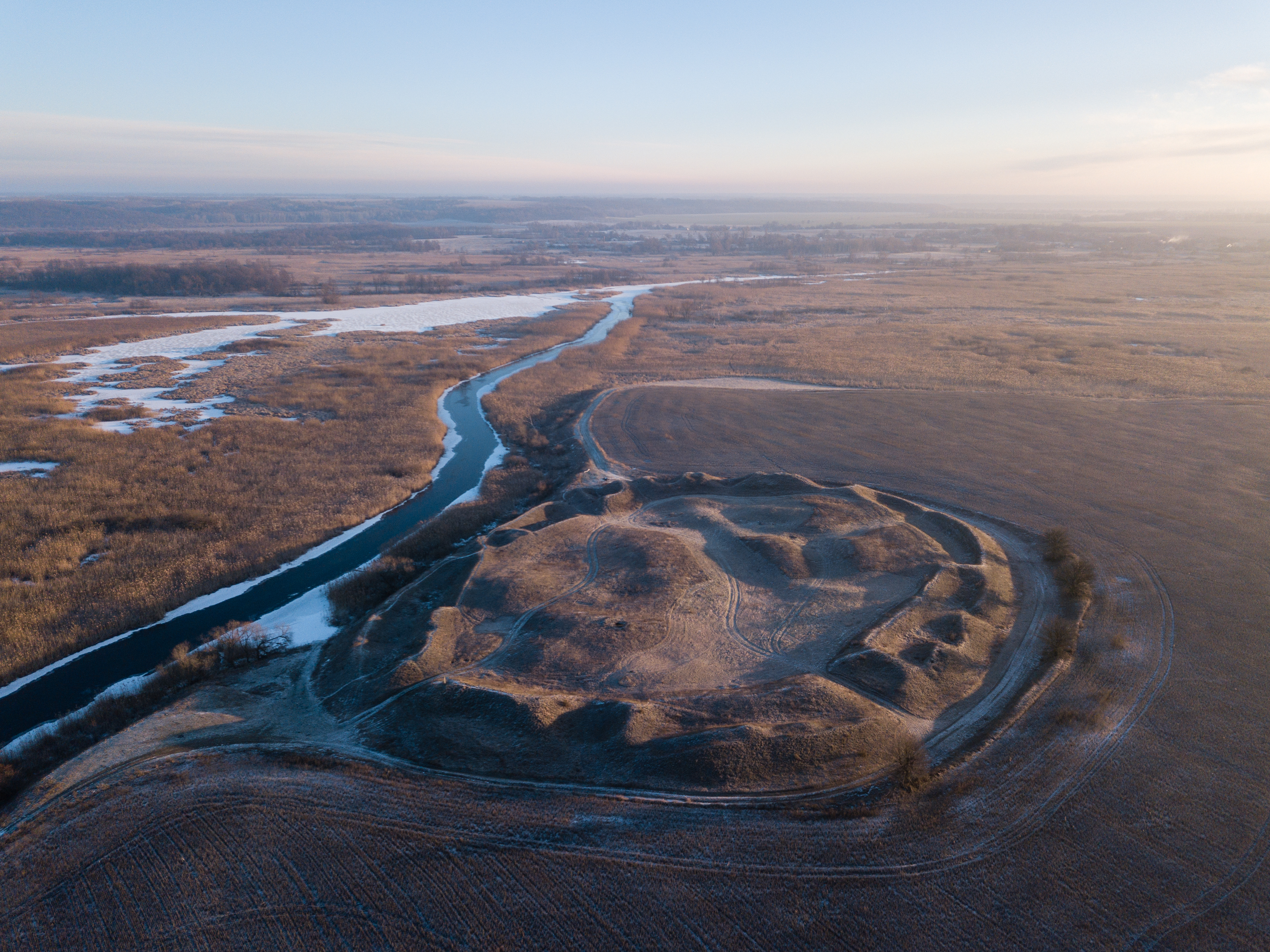
Der Burgwall der südlichen Grenzfestung Polkosten

Am 3. März 1239 wurde Perejaslawl von den Mongolen eingenommen und geplündert. Daran anschließend stand das Fürstentum unter der Oberherrschaft der Goldenen Horde.
1321 fiel Fürst Oleg von Perejaslawl in der Schlacht am Irpen, in der mehrere südrussische Fürsten vergeblich versuchten, eine litauische Invasion unter Gediminas zu verhindern. Ab diesem Zeitpunkt fiel das Fürstentum Perejaslawl unter die Herrschaft Litauens und wurde bald darauf aufgelöst.